# Cistina
A cistina é um aminoácido natural, formado pela dimerização da cisteína em condições oxidantes, que contém uma ligação entre dois átomos de enxofre, presente na urina e em cálculos biliares e renais e, sob forma combinada, em proteínas (por exemplo, no cabelo). Assim sendo, a cistina não é considerada um dos 20 aminoácidos. Este produto de oxidação é encontrado em abundância em diversas proteínas, como a queratina capilar, a insulina, e as enzimas digestivas cromotripsinogênio A, papaína e tripsinogênio, onde estabiliza a estrutura terciária destas macromoléculas.